# Ressonância elétrica
A ressonância elétrica ocorre em circuitos que contém tanto capacitores quanto bobinas quando a reatância capacitiva (Xc) e a reatância indutiva (Xl) sejam iguais. Neste caso a corrente não está nem atrasada nem adiantada em relação à tensão, o que ocorre em circuitos com capacitores e indutores em "desequilíbrio".

## Fórmula
Temos a seguinte fórmula de freqüência de ressonância:
- {\displaystyle X_{\mathrm {L} }={2\pi fL}}
- {\displaystyle X_{\mathrm {c} }={1 \over 2\pi fC}}
- {\displaystyle 2\pi f={\sqrt {1 \over LC}}}